# Vino de fruta

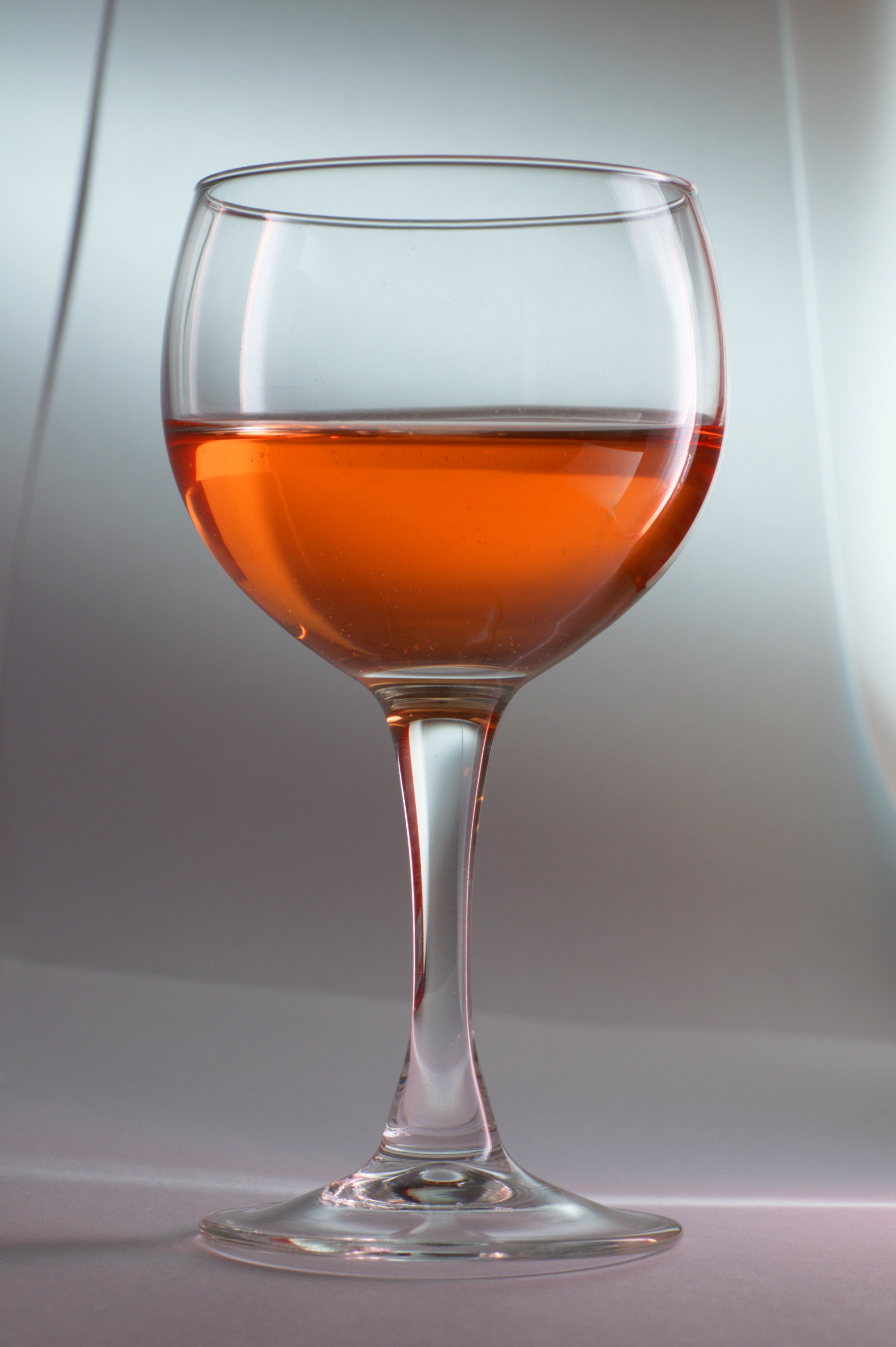
Vino de arándano rojo.

El vino de fruta es una bebida obtenida a partir de fermentación alcohólica del jugo de frutas diferentes a la uva. Si bien el método de elaboración es semejante al del vino, no lo es en sentido estricto.
El vino de fruta es producido en países en los cuales el clima dificulta o imposibilita el cultivo de la vid y, en cambio, permite la producción de frutas fermentables. Hay dos grandes variedades: los de zonas frescas y los de zonas cálidas

## Variedades

### Vinos de fruta de zonas frescas
Se producen principalmente en Centroamérica, Gran Bretaña, Alemania y zonas frescas de Estados Unidos. Los principales son:
- Vino de cereza (no debe confundirse con el licor kirsch)
- Vino de arándano
- Vino de mora
- Vino de frutilla
- Vino de fresa
- Vino de cajuil
- Vino de manzana

### Vinos de fruta de zonas cálidas
Los principales son:
- Vino de Maracuyá
- Vino de Pomelo
- Vino de Mango
- Vino de piña o Vino de ananá
- Vino de mamón
- Vino de aguacate
- Vino de naranja
- Vino de nance
- Vino de Plátano o banana.
- Vino de corozo

## Vinos de frutas en Cuba

### Historia de los vinos de frutas en Cuba
Los vinos de fruta en cuba se remontan hasta la época de la conquista, cuando los españoles al no tener la vid comenzaron a fermentar frutas de alto contenido de azúcar que se encontraban en la localidad, al igual que el ron de caña.
El poeta y héroe independentista cubano José Martí, publicó un ensayo («Nuestra América»), publicado el 1 de enero de 1891 en la Revista Ilustrada de Nueva York, donde plasma el pensamiento «El vino, de plátano; y si sale agrio, ¡es nuestro vino!»
Aunque se suele preparar del zumo de frutas con algo de azúcar añadido, esta bebida en Cuba se prepara de un 5 % a 10 % de fruta, 30 % de endulzantes y el resto de agua; diferente a como se prepara el vino de plátano en Las Islas Canarias que para 1 litro de vino se emplean alrededor de 4 a 5 kg de esta fruta, sin agregarle endulzantes.
Casi siempre son elaboradas en casas acomodando un espacio para producir y almacenar el vino. Se fermenta durante 45 días en garrafones de cristal de 20 litros, o en barriles plásticos de 60, 120 y hasta 240 litros de capacidad.

### Características
El sabor es muy afrutado y puede ser, seco, semiseco, dulce, semidulce; de colores transparentes, dorados, amarillos, oscuros,tintos, rosados, y algunos hasta los hacen espumosos. Se puede elaborar de infinidad de frutas, flores, verduras.

### Sabores
Frutas: piña, guayaba, maracuyá, naranja, uvas, uvas pasas, tamarindo, marañón, fresa, plátano, mamey, mango, cerezas, carambola, limón, pera, durazno melocotón, manzana.
Verduras y hortalizas: berro, espinaca, remolacha, tomate.
Flores: rosas, flor de jamaica.
Raíces: mangle rojo.
Con antecedentes de vinicultores, y con la necesidad de agruparlos en una asociación, se crea en 1990 la Coordinadora Nacional de Vinicultores de Cuba. Anualmente se celebran las competencias nacionales donde se exponen y premian los mejores vinos según su categoría de sabor y color.
En la actualidad este movimiento cuenta con más de 800 miembros y existen clubes en cada una de las provincias cubanas. Todos de forma artesanal y una producción que no excede los 20000 litros anuales por productor.

### Vinos de frutas en España

Vino de flor de jamaica, Cabai de hibisco, ZUNZUN ,Drinkzunzun

Aunque para muchos en España el vino solo se puede elaborar con la uva, hay quienes hacen bebidas fermentadas  de frutas con un proceso similar al de la elaboración de vinos, sidras y cavas. Es un mercado que viene creciendo desde hace años impulsados por el retorno desde algunos países de América de descendientes de españoles, sobre todo de Cuba y Venezuela. Uno de los más populares y llamativos son el vino de Hibisco o , vino de Flor de Jamaica hecho por Casa Rojas Hernández Cia. Bajo la Marca Registrada " ZUNZUN Artesanal & Gourmet " Elaborados en Lérida y Valencia. Esta marca ha ido en aumento de la producción y ha comenzado a llegar poco a poco a los paladares españoles. En el 2022 comienza la expansión a otras fronteras haciendo exportaciones a Corea del Sur. Casa Rojas Hernandez Cia. ha denominado al vino de fruta que elabora en España como Cabai, por sus características únicas y distintivas. También se destaca en Tenerife Bodegas PLaté con la elaboración de vinos de plátano, plátano con maracuyá o plátano con mora frizzante, aprovechando el sabor único del plátano de Canarias. Otros productos auténticos aprovechando la producción regional son los vinos de Naranjas hecho en la Comunidad Valenciana, destacando el vino de la marca Tarongino, hecho con naranjas, pomelos.